# Yaonáhuac
Yaonáhuac är en ort i Mexiko.   Den ligger i kommunen Yaonáhuac och delstaten Puebla, i den sydöstra delen av landet, 180 km öster om huvudstaden Mexico City. Yaonahuac ligger 1 792 meter över havet och antalet invånare är 4 191.
Terrängen runt Yaonahuac är kuperad åt sydväst, men åt nordost är den bergig. Runt Yaonahuac är det ganska tätbefolkat, med 199 invånare per kvadratkilometer. Närmaste större samhälle är Teziutlan, 12,6 km sydost om Yaonahuac. I omgivningarna runt Yaonahuac växer huvudsakligen savannskog.